# Ljubač (Dubrovnik)
Ljubač falu Horvátországban, Dubrovnik-Neretva megyében. Közigazgatásilag Dubrovnik községhez tartozik.

## Fekvése
A Dubrovnik városától légvonalban 9, közúton 18 km-re északnyugatra a Dubrovniki tengermelléken, Orašac és Gromača között fekszik.

## Története
Ljubač területe már ősidők óta lakott. Az itt élt első ismert nép az illírek voltak, akik az i. e. 2. évezredtől fogva éltek itt magaslatokon épített erődített településeken és kövekből rakott halomsírokba temetkeztek. Halomsírjaikból néhány található a település határában is. Az illírek i. e. 35-ig uralták a térséget, amikor Octavianus hadai végső győzelmet arattak felettük. A Nyugatrómai Birodalom bukása után 493-tól a keleti gótok uralták a területet. 535-ben Dalmáciával együtt a Bizánci Császárság uralma alá került. A horvátok ősei a 7. században érkeztek Dalmáciába és csakhamar megalapították első településeiket. Ezek elsőként a termékeny mező melletti, ivóvízzel rendelkező helyeken alakultak ki.
A horvát tengermelléknek ez a része a Neretvától Dubrovnik városáig a középkori Zahumljéhez tartozott, mely kezdetben a horvát nemzeti királyoktól, majd a 12. századtól a horvát-magyar királyoktól függőségben (Hum, Chum néven) önálló hercegséget képezett. Mihály humi herceget („dux Chulmorum”) már a 10. században említik. A 12. században a Zahumlje térségének zavaros történeti időszakában átmenetileg a raškai uralkodók uralma alá került, de 1154-ben Borics bosnyák bán megszerezte tőlük. 1198-ban Endre horvát-szlávón herceg visszaszerezte a magyar koronának, de ténylegesen a Nemanjić-dinasztia hercegei uralkodtak felette. 1326-ban újra a bosnyák bánok uralma alá került, majd Dusán István szerb király foglalta el. 1362-ben visszaszerezték a horvát-magyar királyok, majd 1382-ben I. Tvrtko bosnyák király kezére került. Végül 1399-ben megszerezte a Raguzai Köztársaság. A kliševoi Szent Mihály plébániát 1620-ban alapították hat település Ljubač, Gromača, Kliševo, Mrčevo, Mravinjac és Riđica hívei számára. Ljubač hívői azóta is ide tartoznak.
A Raguzai Köztársaság bukása után 1806-ban Dalmáciával együtt ez a térség is a köztársaságot legyőző franciák uralma alá került, de Napóleon bukása után 1815-ben a berlini kongresszus Dalmáciával együtt a Habsburgoknak ítélte. A településnek 1857-ben 150, 1910-ben 146 lakosa volt. 1918-ban az új szerb-horvát-szlovén állam, majd később Jugoszlávia része lett. A délszláv háború során 1991. október 1-jén kezdődött a jugoszláv hadsereg (JNA) támadása a Dubrovniki tengermellék ellen. Az elfoglalt települést a szerb erők kifosztották és felégették. 1992. májusáig lényegében lakatlan volt. A háború után rögtön elkezdődött az újjáépítés. 1996-ban földrengés okozott súlyos károkat. A településnek 2011-ben 69 lakosa volt, akik főként mezőgazdasággal, állattartással foglalkoztak.

## Népesség
| Lakosság változása | Lakosság változása | Lakosság változása | Lakosság változása | Lakosság változása | Lakosság változása | Lakosság változása | Lakosság változása | Lakosság változása | Lakosság változása | Lakosság változása | Lakosság változása | Lakosság változása | Lakosság változása | Lakosság változása | Lakosság változása |
| ------------------ | ------------------ | ------------------ | ------------------ | ------------------ | ------------------ | ------------------ | ------------------ | ------------------ | ------------------ | ------------------ | ------------------ | ------------------ | ------------------ | ------------------ | ------------------ |
| 1857               | 1869               | 1880               | 1890               | 1900               | 1910               | 1921               | 1931               | 1948               | 1953               | 1961               | 1971               | 1981               | 1991               | 2001               | 2011               |
| 150                | 163                | 160                | 153                | 150                | 146                | 118                | 114                | 104                | 93                 | 93                 | 92                 | 86                 | 81                 | 73                 | 69                 |

## Nevezetességei
- A Szent Kereszt és Szent György tiszteletére szentelt templom[4] a 15. században épült 1885-ben megújították. A templom a településen kívül egy kis fennsíkon helyezkedik el, keletelt tájolással, téglalap alaprajzzal és téglalap alakú apszissal. A kőépítmény az oromfalon álló harangdúcban végződik. Barokk eredetű, későbbi, 19. századi átépítésekkel, délkeleti oldalán temető található.

- A Ljubljana-félsziget a Ljupče feletti Kosával egy természetes 90-150 m magas gerinc, számos régészeti lelőhellyel.[5] A gerinc mintegy 4 km hosszúságban húzódik északnyugat-délkeleti irányban. Lapos tetején két ókori erőd található: a Venac, amelyet a vas- és a római korban használtak, sáncok maradványaival és egy vaskori nekropolisz sík földön, valamint a szélső fokon állt Ljubljana, melyet a vaskortól a török invázióig laktak. Az egész területen mintegy száz sírhalom, a Kosa lábánál pedig római és középkori kori lelőhelyek találhatók. A Ljubljana-félsziget fokán egy középkori erődített város maradványai találhatók, a tengerig húzódó sáncokkal és tornyokkal, valamint a három apszisos Szűz Mária templom és a körülötte állt házak maradványaival.

- A ljubači Fortica-erőd[6] a 17. század elején épült a Fortica-fok kiemelkedő részén. Feladata az volt, hogy ellenőrizze a Velebit-csatornától a Ljubačka-kapun át a Zárai-csatornáig való áthaladást. A központi épület egy négyzet alakú torony volt. Két védőfal kapcsolódik a központi toronyhoz, amely védelmi és lakó jellegű volt, követve a sziklás terep alakzatait. Szemben állt a mai híddal, amely Pag szigetét köti össze a szárazfölddel. Az erődöt a 17. és a 18. században használták, majd a Dalmácia feletti rövid francia uralom után elhagyták.

## Gazdaság
Gazdaságilag fejletlen elővárosi település. Lakói főként mezőgazdasággal és állattartással foglalkoznak. Többségük a közeli Dubrovnikba jár dolgozni. A közelben építik a Ploče felől Dubrovnikba haladó autópályát, melynek megépülésétől a település gazdasági fellendülését remélik.